# Hinundayan
Hinundayan es un municipio filipino de quinta clase, perteneciente a la provincia de Leyte del Sur, en las Bisayas Orientales.

## Historia
Hacia mediados del siglo XIX, el lugar pertenecía a Abuyog, en la provincia de Leyte. Aparece descrito en el segundo volumen del Diccionario geográfico, estadístico, histórico de las Islas Filipinas (1851) de Manuel Buzeta Núñez y Felipe Bravo con las siguientes palabras:

HINUNDAYAN: pueblo, que forma jurisd. civil y ecl. con los de Abuyog é Hinunangan, en la isla y prov. de Leyte, dióc. de Cebú. Se halla sit. no muy lejos de la costa oriental de la isla, y á corta distancia de Abuyog, su matriz; siendo las prod. é ind. iguales á esta. El terreno es tambien desigual, encontrándose en sus montes caza mayor y menor, miel, cera y brea. pobl. y trib. (v. la matriz).
(Buzeta y Bravo, 1851, p. 78)

En 2020, tenía censados 12 398 habitantes.